# Salorino (Mendrisio)

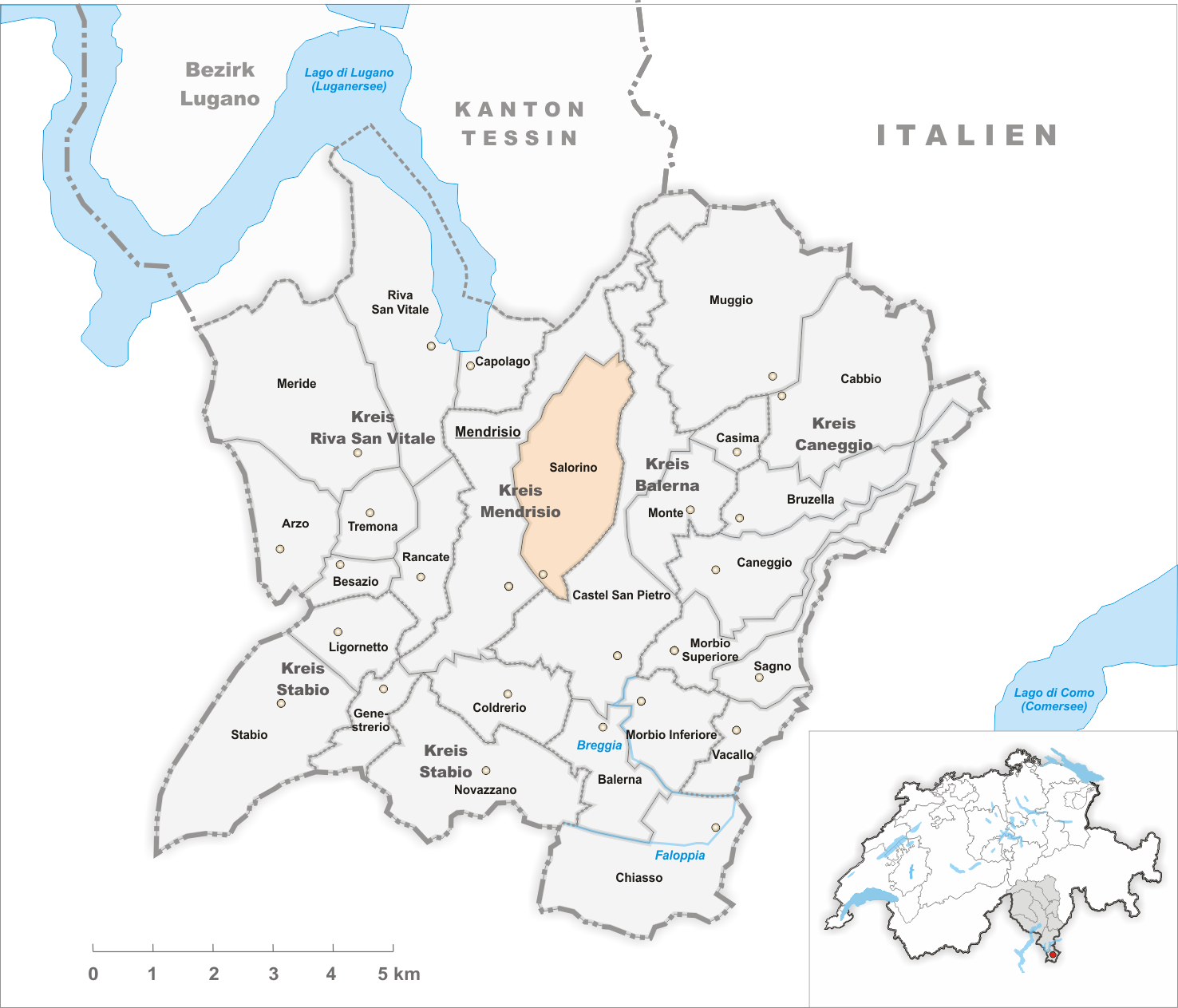
Gemeindestand vor der Fusion am 4. April 2004

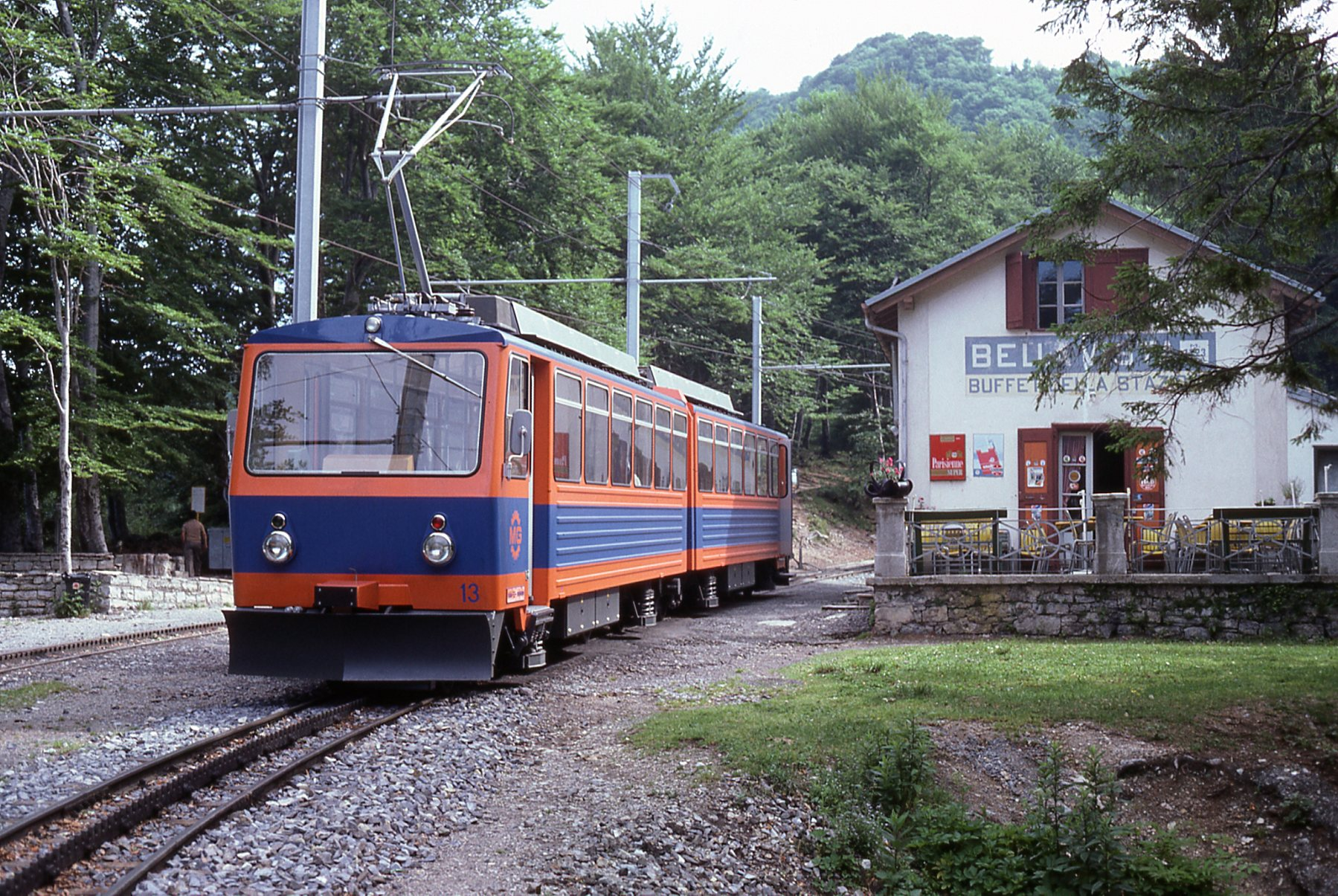
Haltestelle (Haltepunkt) Bellavista der Monte Generoso-Bahn

Werner Friedli: Salorino, historisches Luftbild (1964)

Salorino ist ein Dorf und Quartier der Gemeinde Mendrisio im Bezirk Mendrisio des Schweizer Kantons Tessin. Bis zum 4. April 2004 war Salorino eine politische Gemeinde.

## Geographie
Salorino liegt in aussichtsreicher Lage über Mendrisio am Wildbach Moree an den Abhängen des Monte Generoso. Zur Ortschaft gehören die Weiler Somazzo und Cragno.

## Geschichte
Eine erste Erwähnung findet das Dorf im Jahre 1287 unter dem damaligen Namen Selorino. Das Dorf ist 1330 mit Somazzo als Nachbarschaft bezeugt und gehörte zur Landschaft Mendrisio. Kirchgenössig war das Dorf nach Balerna, von dem es sich 1601 löste. Salorino bildet nach wie vor eine eigenständige Bürgergemeinde.

## Bevölkerung
Einwohnerzahlen: Volkszählungsdaten   Jahr 2024:

## Wirtschaft
Wirtschaftlich dominierten früher die Bienenzucht, der Ackerbau und die Forstwirtschaft. Dazu kam die saisonale Auswanderung, vor allem von Bauarbeitern. Bis Anfang des 21. Jahrhunderts bestanden in der Gemeinde ein Steinbruch und eine Hutfabrik, die jedoch 2000 bzw. 2005 ihre Tore schlossen.

## Sehenswürdigkeiten
- Pfarrkirche San Zeno, erwähnt 1330[6][7]
- Kirchhof[8]
- Alter Friedhof[9][7]
- Beinhaus[10][7]
- Oratorium San Nicolao mit Gemälde des Malers Francesco Innocenzo Torriani[11][7]
- Villa Landolt, Architekt: Americo Marazzi mit Dekorationsmalereien des Kunstmalers Carlo Basilico[12][7]
- Wohnhaus Cereghetti (1994), Architekt: Tita Carloni[7]
- Wohnhaus Pestoni im Ortsteil Somazzo (17. Jahrhundert), mit Stuckarbeiten von Carlo Francesco Moresco (1720/1730)[7], Kaminausschmückung[7]